# Fieulaine
Fieulaine ist eine nordfranzösische Gemeinde mit 249 Einwohnern (Stand 1. Januar 2022) im Département Aisne in der Region Hauts-de-France (vor 2016 Picardie). Sie gehört zum Arrondissement Saint-Quentin, zum Kanton Saint-Quentin-2 und zum Gemeindeverband Saint-Quentinois.

## Geographie
Die Gemeinde Fieulaine liegt 15 Kilometer nordöstlich von Saint-Quentin, unmittelbar östlich der Somme-Quelle. Durch den kalkhaltigen Untergrund gibt es in Fieulaine keine oberirdischen Fließgewässer. Nachbargemeinden von Fieulaine sind Étaves-et-Bocquiaux im Norden, Montigny-en-Arrouaise im Nordosten,  Bernot im Südosten, Fontaine-Notre-Dame im Süden sowie Fonsomme im Westen,.

## Geschichte
Im Jahre 1798 wurde Fieulaine, bis dahin ein Weiler von Fontaine-Notre-Dame, zur eigenständigen Gemeinde.

### Bevölkerungsentwicklung
| Jahr                       | 1962 | 1968 | 1975 | 1982 | 1990 | 1999 | 2006 | 2012 | 2021 |
| -------------------------- | ---- | ---- | ---- | ---- | ---- | ---- | ---- | ---- | ---- |
| Einwohner                  | 286  | 288  | 277  | 287  | 255  | 253  | 271  | 276  | 249  |
| Quellen: Cassini und INSEE |      |      |      |      |      |      |      |      |      |

## Sehenswürdigkeiten

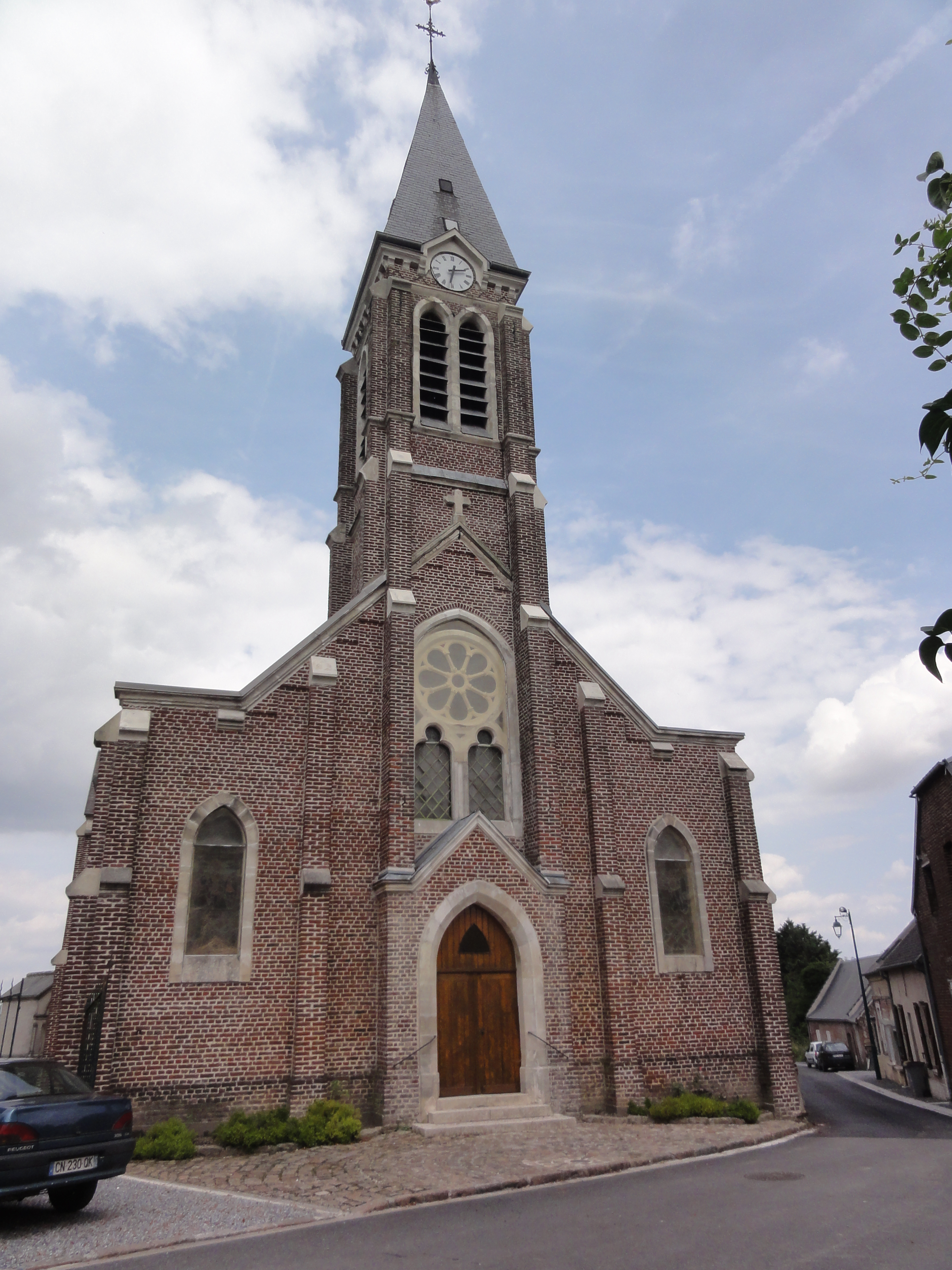
Kirche Saint-Nicolas
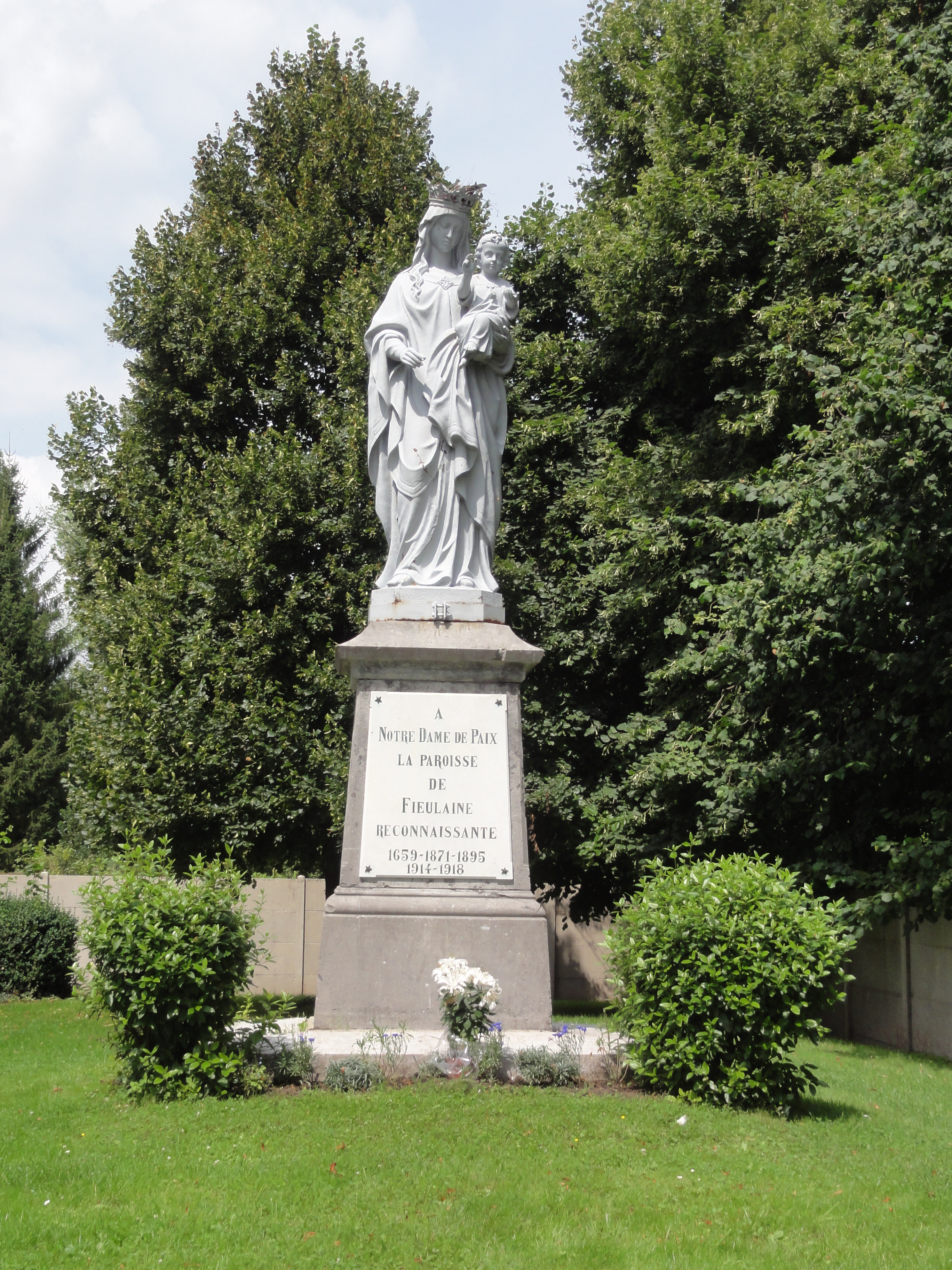
Marienstatue
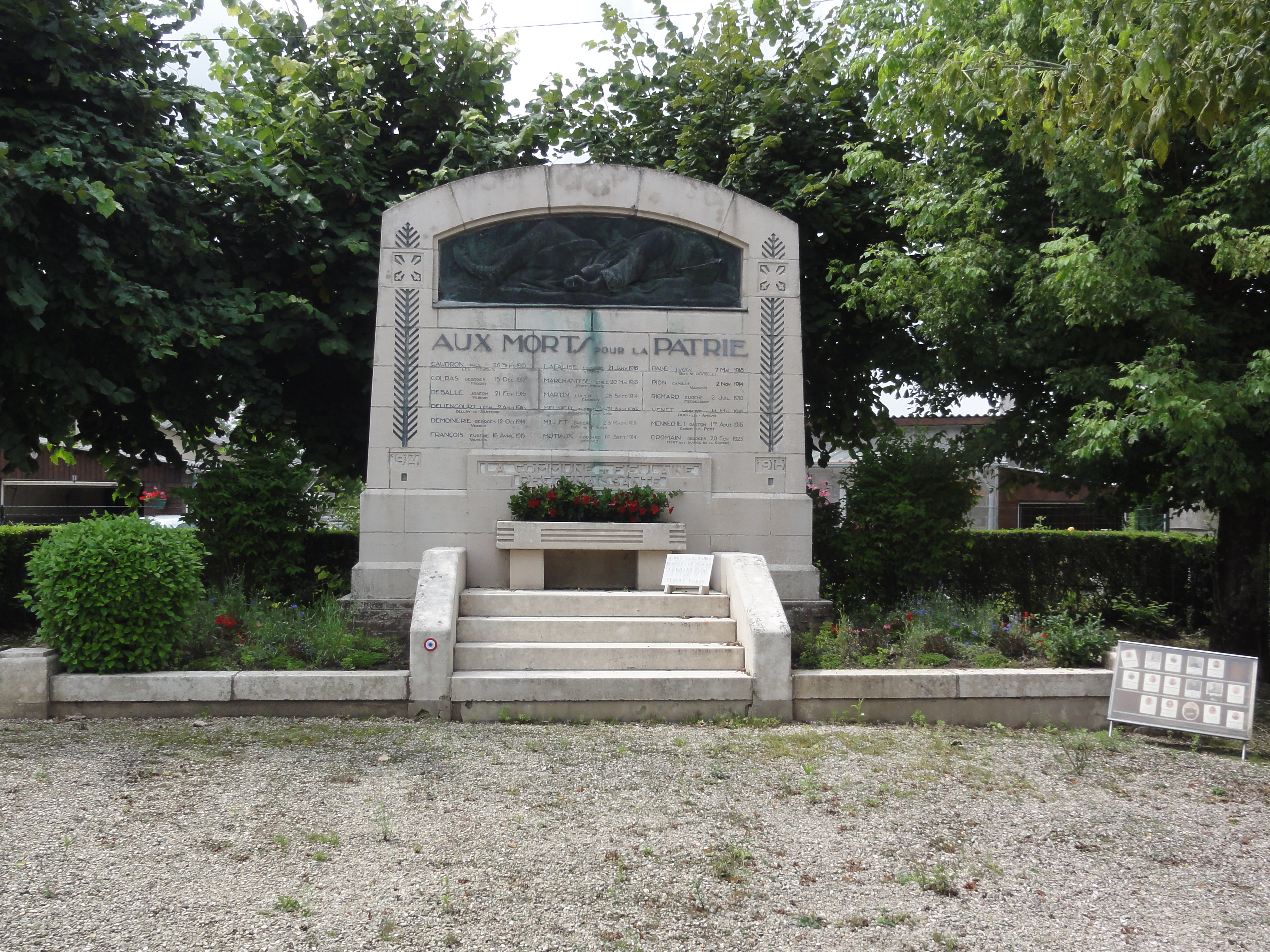
Gefallenendenkmal

- Wasserturm

- Kirche Saint-Nicolas
- Marienstatue
- Gefallenendenkmal